# 若者たち/夜王子と月の姫
『若者たち/夜王子と月の姫』（わかものたち/よるおうじとつきのひめ）は、日本のバンド、GOING STEADYが2002年12月11日にリリースした、6枚目のシングルである。

## 概要
- GOING STEADYの6枚目シングルである。
- ジャケットのイラストはミネタが描いた。
- 限定盤で発売予告なしでのリリース作品。初恋妄℃学園レーベル最初のリリース。
- 『夜王子と月の姫』は新星堂にてリリースされた限定盤インディーズコンピ『D★SELDOM 其の3』に解散直前のメンバーコメント入りバージョンが収録されている。

## 収録曲
1. 若者たち
2. 夜王子と月の姫